# Diascia aliciae
Diascia aliciae är en flenörtsväxtart som beskrevs av William Philip Hiern. Diascia aliciae ingår i släktet tvillingsporrar, och familjen flenörtsväxter. Inga underarter finns listade i Catalogue of Life.